# 14843 Tanna
14843 Tanna eller 1988 VP3 är en asteroid i huvudbältet som upptäcktes den 12 november 1988 av den japanska astronomen Yoshiaki Oshima vid Gekko-observatoriet. Den är uppkallad efter Tanna, en järnvägstunnel i Japan.
Asteroiden har en diameter på ungefär 2 kilometer.